# Упеккха
Упеккха (санскр. upekṣā, пали upekkhā) — буддийская концепция невозмутимости. Одно из четырёх совершенных состояний, брахма-вихар, благотворное состояние ума, культивируемое в буддизме на пути к ниббане через практику дхьян.
При медитации на эти четыре состояния Упекха достигается последней в четвёртой дхьяне, поскольку беспристрастие необходимо взращивать по отношению к врагам, близким людям и к самому себе. Невозмутимость нужна чтобы в жизни стойко переносить невзгоды. Иногда в переводах и научных текстах Упекшу ошибочно смешивают с безразличием, которое не имеет отношения к буддийской духовной практике. Упекша — это состояние совершенного умственного равновесия и гармонии, которое ведёт к высочайшим духовным состояниям сознания. Лама Анагарика Говинда писал: «Только человек, освободившийся от власти вещей, ставший безразличным к собственным радостям и горестям, способен принять равное участие в жизни всех существ, не размышляя о том, ответят ли ему другие взаимностью или враждой».
Согласно учению о 37 навыках, способствующих достижению просветления, упеккха является одним из семи звеньев (анга) на этом пути.

## В палийской литературе
В Палийском каноне и постканонических комментариях упеккха отмечена как важный аспект духовного развития. Это одно из четырёх возвышенных состояний (брахма-вихар), очищающих ум и способных противодействовать загрязнениям жажды, отвращения и невежества. Как брахма-вихара, упеккха также является одним из сорока традиционных субъектов буддийской медитации (камматтхана). В тхеравадинском списке десяти парамит (совершенств), упеккха является последней из практик бодхисаттвы и конечной характеристикой среди Семи факторов Просветления (бодхьянга, пали bojjhanga), которую следует развивать.
Практиковать упеккху — значит быть непоколебимым или оставаться нейтральным перед лицом восьми превратностей жизни, иначе известных как восемь мирских ветров или восемь мирских состояний (пали aṭṭha-loka-dhamma): потеря и приобретение, хорошая и дурная репутация, похвала и осуждение, а также печаль и счастье.
«Дальний враг» упекхи — это жадность и негодование, явно противоположные состояния ума. «Ближний враг» (качество, которое внешне напоминает упекху, но тонко ему противостоит) — это безразличие или апатия.
В развитии медитативного сосредоточения упеккха возникает как квинтэссенция материального поглощения, присутствующая в третьей и четвертой дхьянах:
Это ум, который пребывает в состоянии отсутствия ненависти и неомрачённости вкупе с прилежанием (вирья)... Это состояние, в котором ум остаётся тем, что он есть, — состояние покоя и спонтанного присутствия ума. Его роль — не создавать условий для эмоциональной неустойчивости«Абхидхармасамуччая»

## Современное изложение
Американский буддийский монах Бхиккху Бодхи писал:
«Настоящее значение упеккхи — невозмутимость, а не индифферентность в смысле безразличия к другим. Как духовная добродетель, упеккха означает устойчивость перед колебаниями мирской удачи. Это уравновешенность ума, его непоколебимая свобода, состояние внутреннего равновесия, которое не может быть нарушено приобретением и утратой, честью и бесчестием, похвалой и порицанием, удовольствием и болью. Упекха — это свобода от всех точек самоотнесения; это безразличие только к требованиям эго-Я с его стремлением к удовольствиям и обретению статуса, а не к благополучию других людей. Истинная невозмутимость — это вершина четырёх социальных установок, которые буддийские тексты называют „божественными обителями“: безграничная любящая доброта, сострадание, альтруистическая радость и невозмутимость. Последнее не отменяет и не отрицает предыдущие три, но развивает и доводит их до совершенства».
Первый уровень — гедонистическое безразличие в отношении ощущений, приходящим через чувства. Не является положительным качеством ума. Второй уровень — фактор четвёртой дхьяны. Блаженство преобразуется в упеккху, а однонаправленность становится непоколебимой. Таким образом, упеккха берёт начало в эмоциональной интеграции и стабильности. Третий уровень — синонимичен нирване, проявляется в седьмой бодхьянге (фактор Просветления). Равновесие в отношении всего мирского. С позиции махаяны это состояние равновесия между сансарой и нирваной.